# Saunders A.7 Severn
Le Saunders A.7 Severn était un hydravion sesquiplan trimoteur britannique de l'entre-deux-guerres, conçu par la société S.E. Saunders, Ltd. au début des années 1930. Conçu pour assurer des missions de patrouille maritime, il avait des performances correctes mais était fragile et souffrait d'un gros manque de fiabilité. Il ne fut produit qu'à un seul exemplaire.

## Conception et développement
Le Severn fut le dernier hydravion conçu par S.E. Saunders, Ltd. avant son rachat par Alliott Verdon-Roe (A.V. Roe) et John Lord, à la fin de l'année 1928, et qui donna naissance à la célèbre compagnie Saunders-Roe, aussi parfois désignée « SARO ». Le premier vol de l'avion eut lieu deux ans après ces changements de propriétaires, et l'avion fut alors alternativement désigné « Saunders/Saro Severn », « Saunders-Roe A.7 », et « Saro A.7 ». Il fut conçu pour répondre à la Specification R.4/27 du Ministère de l'Air britannique (Air Ministry), qui exprimait des besoins concernant un avion de patrouille maritime.
Le Severn fut le second avion Saunders à utiliser la structure ondulée brevetée par la société pour la construction de sa coque. Cette technique fut testée pour la première fois avec le Saunders A.14, pour lequel les ondulations longitudinales externes du revêtement remplaçaient les raidisseurs internes rivetés. Les essais complets de l'A.14, révélant à la fois les points forts et les points faibles de cette solution technique, ne furent pas effectués avant que le Severn ait commencé à voler. Comme pour celle de l'A.14, la construction du Severn évitait largement les revêtements de coque à double courbure, et le plan de déjaugeage (planing) était un V strict, alors que les côtés étaient assez plats et anguleux. La coque était de conception à deux niveaux, avec un fuselage légèrement plus étroit au-dessus des arêtes latérales. Il y avait une position pour un mitrailleur défensif dans le nez de l'avion, ainsi qu'un cockpit ouvert avec deux pilotes assis côte-à-côte, en avant des moteurs et des ailes. Derrière le cockpit et à l'intérieur d'une section à hublots de la coque se situait un emplacement et un peu d'aménagement pour l'équipage, à partir duquel une position de mitrailleur dorsal était accessible. Il y avait également une position de mitrailleur isolée à l'extrémité du fuselage arrière relevé, au-dessus de la gouverne de profondeur et entre les deux dérives. Des élévateurs doubles équilibrés s'étendaient derrière le plan horizontal et les dérives comportaient des gouvernes de lacet elles-aussi équilibrées. Les premiers essais en vol montrèrent que le Severn était assez « lourd » sur le contrôle en lacet, et des servocommandes séparées furent ensuite installées sur des supports derrière les gouvernes de lacet principales. Il était également lourd sur le contrôle en tangage (gouverne de profondeur) et la surface du plan horizontal arrière fut augmentée pour compenser ce défaut.
Le Severn était un trimoteur sesquiplan, l'aile inférieure ayant une envergure de seulement 58 % de celle de l'aile supérieure, et environ 52 % de sa corde. Cette aile inférieure plus petite était montée juste en dessous du pont de la coque. Les deux ailes étaient faites d'une structure en duralumin recouverte de tissu. L'aile supérieure, qui supportait les ailerons, était jointe en son centre aux arêtes supérieures du fuselage par deux paires de supports en V inversé, celui de l'avant supportant le moteur central, qui était logé à l'intérieur de l'intrados de l'aile. Des supports verticaux simples soutenaient les moteurs extérieurs dans une position similaire, avec des jambes simples inclinées vers l'intérieur à l'arrière. Il y avait également des supports évasés vers l'extérieur entre les deux ailes, avec les flotteurs de stabilisation montés en dessous. Les trois moteurs à 9 cylindres en étoile Bristol Jupiter XI de 550 ch (410 kW) étaient installés à l'intérieur de carénages en avant du bord d'attaque de l'aile supérieure, entraînant des hélices bipales.

## Carrière opérationnelle
Le Severn vola pour la première fois en juillet 1930, et commença un programme d'essais avec le Marine Aircraft Experimental Establishment (en) (MAEE) à Felixstowe en août de la même année. Ces essais menèrent rapidement à une réduction de l'aire de la surface verticale arrière pour diminuer la stabilité longitudinale excessive de l'avion. Ceci mis à part, le Severn avait une maniabilité en l'air et sur l'eau qui était considérée comme bonne, de même que ses performances. La réputation de l'avion fut cependant entachée par une longue série de défauts, causés par une combinaison de concepts visant à réduire les masses, ainsi que par un manque d'attention portée aux détails, qui auraient entraîné des problèmes de maintenance inacceptables en service. Certains de ces défauts étaient graves, comme la casse du support moteur central et de multiples criques qui apparurent dans la coque. D'autres défauts, comme la casse de quelques haubans et la perte de panneaux d'inspections dans les ailes, furent considérés comme moins graves, mais étaient toutefois nombreux et restaient un sujet d'inquiétude pour les futurs utilisateurs de l'avion.
Afin de déterminer l'équilibre entre de bonnes performances en l'air et sur l'eau, et une liste de défauts grandissante, le MAEE décida d'emmener l'avion sur un vol d'essai prolongé dans la région du Proche-Orient. Ce long vol emmena le Severn, ainsi qu'un Southampton d'accompagnement, sur une distance de 6 530 miles via Port-Soudan et incluant des essais sur le lac Timsah, en Égypte. Les conclusions furent les mêmes que celles du début : l'avion était bon en l'air et sur l'eau, avait tenu le coup pendant une tempête et était revenu sans trace de corrosion, mais avait souffert de nombreux problèmes, petits et gros. Les gros problèmes concernaient des raidisseurs et une servocommande de lacet cassés, et menèrent à la conclusion que l'avion ne serait jamais adapté à une utilisation en service régulier, ce qui empêcha toute commande d'appareils de série. Néanmoins, l'unique exemplaire servit pendant environ cinq mois avec le No. 209 Squadron RAF (en) après la fin de ses essais avec le MAEE, avant d'être perdu dans la Manche.
Saunders-Roe tira de nombreux enseignements de la carrière de cet avion, et leur avion suivant, le Saunders-Roe A.27 London, était considérablement plus robuste.